# ホテル・アルテミス -犯罪者専門闇病院-
『ホテル・アルテミス 〜犯罪者専門闇病院〜』（ホテルアルテミスはんざいしゃせんもんやみびょういん、Hotel Artemis）は2018年のアメリカ合衆国の犯罪映画。監督はドリュー・ピアース、主演はジョディ・フォスターが務めた。本作はピアースの映画監督デビュー作であると共に、フォスターの5年ぶりの銀幕復帰作でもある。
なお、本作は日本国内で劇場公開されなかったが、2019年11月22日にDVDが発売された。WOWOW放映時のタイトルは『ホテル・アルテミス』。

## ストーリー
近未来。暴動が日常的になると共に、警察権力の強化が進んでいた。その一方で犯罪組織が行うビジネスも隆盛を極めており、病院兼ホテルとして有名なホテル・アルテミスは22年にもわたって繁盛し続けていた。2028年6月21日、ワイキキとホノルルという兄弟がブークやP-22と共に銀行強盗を行った。銀行の金庫をこじ開けることに失敗したため、現場に居合わせた行員と顧客が持っていた金目のものを奪い取ることにした。回収中、ホノルルはある行員が持っていたファンシーなペンに興味を持った。行員はペンを盗まない方が良いと言ったが、ホノルルは耳を貸さずに強奪した。その後、4人は銀行から退散したが、道中で警官に遭遇してしまった。4人は勇んで警官を殺そうとしたが、返り討ちに遭い、P-22が死亡・ホノルルとブークが重傷を負うという事態となった。ワイキキはホテル・アルテミスを管理する看護師に連絡を取った。会員権を持っていたホノルルとワイキキはホテル内に入ることができたが、会員権を持たないブークは護衛（エヴェレスト）によって蹴り出されてしまった。
ホテル・アルテミスでは2人の患者が治療を受けていた。顔の傷の治療を受けていたアカプルコは外国人と女性を嫌う武器商人であった。もう1人の患者、ニースは凄腕の暗殺者で、標的に近付くために故意に傷を負った部分の治療を受けていた。ニースはワイキキの元恋人でもあった。治療の傍ら、看護師はクロスビー・フランクリンを通してホテルの経営者（ウルフ・キング）からの伝言を受け取っていた。ウルフ・キングはロサンゼルスの事実上の支配者であり、フランクリンの父親でもあった。その頃、ワイキキはニースと再会を果たしていた。ワイキキがロサンゼルスに留まって稼業を続ける一方、ニースは世界中を飛び回っていた。ワイキキがホノルルの奪ったペンをニースに見せると、ニースは突然顔色を変えた。そのペンはダイヤモンドを内蔵した携帯金庫で、元の持ち主のウルフ・キングが血眼になって探しているのだという。盗みが発覚した場合、ホノルルがウルフ・キングに殺されるのは明白であった。そんな折、モーガンと名乗る人物がホテルにやって来た。モーガンは「トーマスさんの力を是非お借りしたい」と言ってきたが、それを耳にした瞬間、看護師は驚愕した。トーマスは看護師の本名だったからである。エヴェレストから「余計な詮索をしない方が良い」と忠告を受けたが、看護師はモーガンの正体を調べ始めた。それが原因でモーガンと暴徒化する市民の間で衝突が発生したが、エヴェレストの尽力で事態は収束した。モーガンは警察官だったのである。
トーマスには息子（ボー）が一人いた。幼い頃、ボーとモーガンは遊び友達であった。ボーがドラッグのオーバードーズで亡くなってからというもの、トーマスはすっかりアルコールに依存する生活を送っていた。医師免許を取り消されたため、トーマスはアルテミスでの勤務を余儀なくされることになった。長年にわたる地下勤務が原因で、トーマスは深刻な広場恐怖症を患っていた。その頃、アルテミスでの滞在に飽きたアカプルコはヘリコプターを呼んで帰ることにした。アカプルコが屋上でヘリを待っていると、そこにニースが現れ突然殴打された。ニースが狙っているのはウルフ・キングの命なのだという。その後、ニースはホテルの発電機に爆弾を仕掛けた。ほどなくして、ウルフ・キングが部下たちを引き連れてホテルにやって来た。モーガンはエヴェレストの手引きですでにホテルを脱出しており、ワイキキは最悪の事態に備えて3Dプリンタで拳銃を作っていた。規則に従い、トーマスはウルフ・キングだけをホテル内部に招き入れた。
しばらくして、ニースが仕掛けた爆弾が炸裂したため、ホテル内は大混乱に陥った。

## キャスト
- ジーン・トーマス: ジョディ・フォスター - 70代の看護師[5]。
- ワイキキ: スターリング・K・ブラウン
- ニース: ソフィア・ブテラ
- ナイアガラ/ウルフ・キング: ジェフ・ゴールドブラム
- ホノルル: ブライアン・タイリー・ヘンリー
- モーガン: ジェニー・スレイト
- クロスビー・フランクリン: ザカリー・クイント
- アカプルコ: チャーリー・デイ
- エヴェレスト: デイヴ・バウティスタ
- ブーク: ケネス・チョイ
- P-22: ジョシュ・ティルマン（英語版）
- トロージャン・ナッシュ: エヴァン・ジョーンズ
- ロッコ: ネイサン・デイヴィス・Jr

## 製作
2016年11月29日、ドリュー・ピアースの映画監督デビュー作にジョディ・フォスターが起用されたと報じられた。2017年4月28日、ソフィア・ブテラが本作の出演交渉に臨んでいるとの報道があった。5月30日、ザカリー・クイントがキャスト入りした。同月中に本作の主要撮影がロサンゼルスで始まった。

## 公開
2017年2月2日、ライオンズゲートが本作の全世界配給権を獲得したと発表した。2018年2月22日、グローバル・ロード・エンターテインメントが本作の全米配給権を購入したと報じられた。4月16日、本作のオフィシャル・トレイラーが公開された。5月19日、本作はリージェンシー・ヴィレッジ・シアターでプレミアを迎えた。23日、本作のレッドバンド・トレイラーとポスター数枚が公開された。そのポスターの中にはレイモンド・チャンドラーの小説『長いお別れ』のブックカバーや映画『アメリカン・ジゴロ』のポスターを模したものがある。

## 興行収入
本作は『オーシャンズ8』及び『ヘレディタリー/継承』と同じ週に封切られ、公開初週末に500万ドル前後を稼ぎ出すと予想されていたが、実際の数字はそれを下回るものとなった。2018年6月8日、本作は全米2407館で公開され、公開初週末に323万ドルを稼ぎ出し、週末興行収入ランキング初登場8位となった。

## 評価
映画批評集積サイトのRotten Tomatoesには83件のレビューがあり、批評家支持率は58%、平均点は10点満点で5.9点となっている。サイト側による批評家の見解の要約は「『ホテル・アルテミス 〜犯罪者専門闇病院〜』にはウィットが垣間見え、キャスト陣にも演技巧者が揃っている。しかし、その大部分は近未来の暴力の都合の良い寄せ集めに過ぎない。尤も、この作品を見る人たちはそれを求めているのかもしれないが。」となっている。また、Metacriticには32件のレビューがあり、加重平均値は57/100となっている。なお、本作のCinemaScoreはC-となっている。